# Derek Soutar
Derek Soutar (ur. 4 czerwca 1981 w Dundee) – szkocki piłkarz, występujący na pozycji bramkarza.

## Kariera
Soutar rozpoczął swoją karierę w 1998 roku, w klubie Dundee F.C. Był czterokrotnie wypożyczony do Brechin City, Alloa Athletic (dwukrotnie) oraz ponownie do Brechin City. W późniejszym okresie występował w Aberdeen, Ross County, cypryjski APEP Pitsilia, Formartine United i Forfar Athletic. W Scottish Premier League rozegrał 51 spotkań.